# Robert Ebel

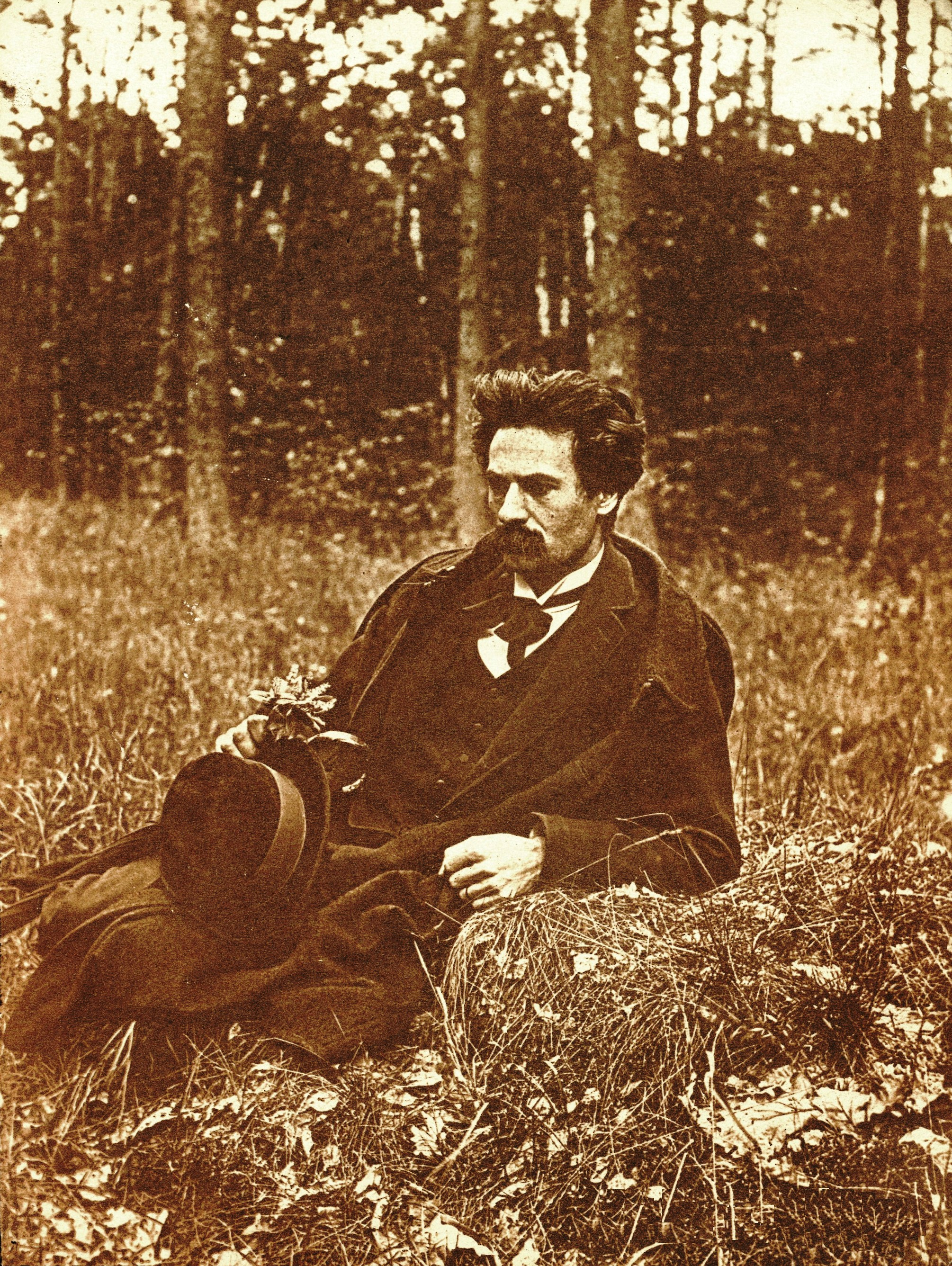
Photographisches Selbstbildnis von Robert Ebel

Robert Georg Emil Ebel (* 12. Oktober 1874 in Berlin; † 3. August 1930 in Krummhübel, Landkreis Hirschberg im Riesengebirge, Provinz Niederschlesien) war ein deutscher Komponist.

## Leben
Robert Ebel war der einzige Sohn von Georg Richard Ebel, königlicher Kammermusiker, Oboist am Philharmonischen Orchester Berlin und Maler. Die Familie stammt nach der Überlieferung ab von Johann Philipp Kirnberger 1721–1783, einem Schüler von Johann Sebastian Bach.
Robert Ebel verlor seinen Vater schon mit 3½ Jahren und wurde von seiner Mutter erzogen, die ganz schroff seinen musikalischen Neigungen entgegentrat, obwohl an seinem Talent kein Zweifel war, da er, ohne Klavierunterricht gehabt zu haben, schon frühzeitig ganz von selbst Kompositionsversuche unternahm. (Op.1-Drei Klavierstücke)
Der Historiker und zeitgenössische Musikkritiker Wilhelm Altmann schrieb über Ebel im Kunstwart:
„Seine sehr sensible Natur litt außerordentlich unter dieser musikalischen Abneigung seiner Mutter, die es aber doch zuließ, dass er nach seiner Konfirmation wenigstens in einer Musikalienhandlung zur kaufmännischen Ausbildung eintrat. Erst nach dem Tode seiner Mutter, als er schon alt war, konnte er das Klavierspiel erlernen. Noch vier Jahre blieb er als Gehilfe in dem Musikaliengeschäft, dann aber machte er sich frei, um ganz der Musik zu leben. Seinen Lebensunterhalt musste er freilich zunächst sehr kümmerlich durch schlecht bezahlte Stunden fristen, aber mit eisernem Fleiß studierte er bei Wilhelm Zeiss, einem Schüler Friedrich Kiels, Theorie und bei Phillip Scharwenka Klavier, um sich durchsetzen zu können. Wenn er auch heute noch ziemlich weit, wenigstens als Komponist, von diesem Ziel ist, das zu erreichen für ihn gesetzt ist, der auch heute noch höchst sensibel ist und abseits von der Heerstraße seiner Gedankenwelt lebt, so hat er doch, seitdem er Lehrer an dem bekannten Konservatorium Klindworth-Scharwenka (Klindworth) ist,  sich nicht mehr durchzuhungern, wie in den ersten Jahren, nach dem er dem kaufmännischen Beruf Valet gesagt hatte.“

## Werke
- Op.1 Drei Klavierstücke (4. Auflage – 4 Seiten)
  - I   Tiroler Lied [B dur]
  - II  Vöglein wohin so schnell? [D dur]
  - III Tiroler Lied [D dur]

- Op.2 Lyrische Episoden – Heft I
  - No.1 Intermezzo [E dur – 2 Seiten]
  - No.2 Nordisches Lied [D moll – 2 Seiten]
  - No.3 Arabeske [E dur – 3 Seiten]

- Op.3 Romanze [Liebeslied]
  - für Violine und Pianoforte [D dur – 4 Seiten]
  - für Violoncello und Pianoforte [D dur – 3 Seiten]

- Op.4 Lyrische Episoden – Heft II
  - No.1 Humoreske [Fis dur – 2 Seiten]
  - No.2 Elegische Skizze [E moll – 2 Seiten]
  - No.3 Ein Mühlenlied [Ges dur – 3 Seiten]

- Op.5 Wanderlieder – des Heinrich von Ofterdingen aus Das Wartburglied‘ von Felix Freiherr von Stenglin. Eisoldt & Rohkrämer, Berlin 1930, OCLC 248414986.
  - No.1 Geht Jugend auf die Wanderschaft
  - No.2 O Balsam, Nacht, o komme OCLC 254500639
  - No.3 Steigt ein schöner Tag empor
  - No.4 Nebel liegen auf dem Wald
  - No.5 Tropfte, Tropfte, liebes Nass
  - No.6 Jauchzet, mein Herz, und freue dich
  - No.7 Nun reit’ ich auf dem Bergeskamm OCLC 254500868
  - No.8 Abendstille, Abendfrieden
  - No.9 Nun komm‘ ich ins Tal zur Mühle
  - No.10 Jetzt mag es heissen, wie es will

- Op.6 Hyronimus Lorm-Cyklus. Eisoldt & Rohkrämer, Tempelhof/Berlin 1910, OCLC 249117229.
  - No.1 Lebenswinter
  - No.2 König Schmerz
  - No.3 Naturauffassung
  - No.4 Der Geist des Weh‘s
  - No.5 Innere Musik
  - No.6 Tiefbetrübte Wonne
  - No.7 Meine letzten Stunden
  - No.8 Frühlingsabend
  - No.9 Herzensklang
  - No.10 Bewusstsein
  - No.11 Stille Welt
  - No.12 In einem Kalender
  - No.13 Am See
  - No.14 Zwei Wanderer
  - No.15 Denkers Tod
  - No.16 Sphärengesang
  - No.17 Ein Gang im Frühling
  - No.18 Letzte Tage
  - No.19 Zuletzt

- Op.7 Kurze Klavierstücke
  - Heft I – 6 Seiten
  - Heft II – 8 Seiten
  - Heft III – 8 Seiten
  - Heft IV – 6 Seiten

- Op.8 Romantische Erzählungen in 5 Episoden für Pianoforte Jonasson-Eckermann, Berlin, OCLC 650869527.